# Paola Machado
Paola Machado (nascida em 22 de agosto de 1986, Marília, São Paulo) é uma profissional de educação física, pesquisadora, doutora em Ciências da Saúde e empresária brasileira, conhecida por sua atuação na área de saúde, fitness e bem-estar.
Primeiros Anos e Formação
Paola Machado nasceu em Marília, interior de São Paulo, no dia 22 de agosto de 1986. Aos 16 anos, mudou-se para Ribeirão Preto para fazer cursinho. Em 2005, mudou-se para São Paulo para ingressar no ensino superior e, em 2006, foi aprovada na Universidade Federal de São Paulo (UNIFESP), em Santos, onde fez parte da primeira turma da Baixada Santista de Educação Física e Modalidade em Saúde. Concluiu sua graduação em 2009, realizando sua iniciação científica com o tema “Efeitos da suplementação com carboidratos sobre a concentração salivar de imunoglobulinas durante um exercício de endurance”.
Entre 2010 e 2012, Paola realizou seu mestrado interdisciplinar em Ciências da Saúde pela UNIFESP, com foco em imunologia e fisiologia do exercício. O título de sua dissertação de mestrado foi “Efeito do exercício agudo realizado em altitude simulada sobre os parâmetros imunológicos e bioquímicos”.
De 2016 a 2020, Paola concluiu seu doutorado em Ciências da Saúde com foco em Fisiopatologia da Obesidade e Fisiologia da Nutrição pela UNIFESP. Sua pesquisa de doutorado foi intitulada “Modelo de intervenção semipresencial e multidisciplinar: influência do exercício intenso sobre a liberação do peptídeo natriurético atrial em mulheres adultas”, abordando novas fronteiras no combate à obesidade com ferramentas de tratamento semipresencial.
Carreira Profissional
Paola Machado construiu uma carreira sólida no campo da saúde, fitness e bem-estar, destacando-se como colunista em importantes veículos de comunicação. Entre 2011 e 2018, escreveu para a Band e UOL, onde publicou mais de 2.000 textos, estabelecendo-se como uma das colunistas mais lidas do portal. Em 2023, assumiu o papel de Head da categoria de Bem-Estar na Istoé, onde contribuiu para a estruturação da área.
Além de seu trabalho como colunista, Paola lançou em 2015 o livro “Kilorias, Faça do Projeto Verão o Seu Estilo de Vida”, que vendeu mais de 15 mil exemplares. Ela também é reconhecida por suas contribuições científicas, publicando artigos em periódicos nacionais e internacionais sobre obesidade, fisiologia do exercício e imunologia. Entre suas principais publicações estão:
	1.	Effects of an interdisciplinary weight loss program on fibroblast growth factor 21 and inflammatory biomarkers in women with overweight and obesity (Archives of Endocrinology Metabolism, 2021).	
	2.	Interdisciplinary therapy had positive effects on inflammatory state, mediated by leptin, adiponectin, and quality of diet in obese women (Nutricion Hospitalaria, 2020).	
	3.	Uso de tecnologia digital interativa como coadjuvante à terapia interdisciplinar no controle de risco cardiometabólico e inflamação em mulheres com obesidade (Brazilian Journal of Health Review, 2020).	
	4.	Previous results of semipresential multiprofessional intervention, with an approach to a behavioral treatment in obesity (Brazilian Journal of Health Review, 2020).	
	5.	Moderate exercise increases endotoxin concentration in hypoxia but not in normoxia (MEDICINE, 2017).
Seu doutorado em Ciências da Saúde, concluído em 2020 pela Universidade Federal de São Paulo (UNIFESP), focou em fisiopatologia da obesidade e fisiologia da nutrição. Sua tese, intitulada “Modelo de intervenção semipresencial e multidisciplinar: influência do exercício intenso sobre a liberação do peptídeo natriurético atrial em mulheres adultas”, explora novas fronteiras no combate à obesidade com ferramentas de tratamento semipresencial. Durante seu mestrado, também pela UNIFESP, Paola investigou o impacto do exercício agudo em altitude simulada sobre parâmetros imunológicos e bioquímicos, reforçando sua expertise na área de fisiologia do exercício.
Paola foi a criadora do blog de sucesso Kilorias, que se destacou por traduzir artigos científicos para uma linguagem acessível. O blog iniciou sua trajetória no portal Vírgula (da Jovem Pan) e, posteriormente, foi transferido para o site da Band. Atualmente, ela relançou o Kilorias com um conteúdo renovado, moderno e com a implementação de inteligência artificial.
Como profissional de comunicação, Paola atua como diretora de comunicação do Conselho Regional de Educação Física de São Paulo, onde é responsável por estratégias de comunicação e divulgação na área de saúde e bem-estar.
Publicações Científicas
	1.	Effects of an interdisciplinary weight loss program on fibroblast growth factor 21 and inflammatory biomarkers in women with overweight and obesity (Archives of Endocrinology Metabolism, 2021).	
	2.	Interdisciplinary therapy had positive effects on inflammatory state, mediated by leptin, adiponectin, and quality of diet in obese women (Nutricion Hospitalaria, 2020).	
	3.	Uso de tecnologia digital interativa como coadjuvante à terapia interdisciplinar no controle de risco cardiometabólico e inflamação em mulheres com obesidade (Brazilian Journal of Health Review, 2020).	
	4.	Previous results of semipresential multiprofessional intervention, with an approach to a behavioral treatment in obesity (Brazilian Journal of Health Review, 2020).	
	5.	Moderate exercise increases endotoxin concentration in hypoxia but not in normoxia (MEDICINE, 2017).
Contribuições na Mídia
Paola Machado construiu uma presença significativa na mídia, sendo reconhecida por seu trabalho como colunista, criadora de conteúdo digital e comunicadora na área de saúde e bem-estar.
Entre 2011 e 2018, Paola escreveu mais de 2.000 textos para portais de destaque como UOL e Band, tornando-se uma das colunistas mais lidas no segmento de saúde. Seus textos abordam temas como emagrecimento, fitness, alimentação saudável e qualidade de vida, sempre fundamentados em evidências científicas e traduzidos de forma acessível para o público leigo. Em 2023, assumiu o papel de Head da categoria de Bem-Estar na Istoé, estruturando essa nova área no portal.
Além de suas colunas, Paola é a criadora do blog Kilorias, que ganhou destaque por trazer uma abordagem inovadora e científica sobre temas de saúde. O blog teve início no portal Vírgula (da Jovem Pan) e posteriormente foi transferido para o site da Band. Atualmente, Paola relançou do Kilorias com um conteúdo renovado e a implementação de inteligência artificial.
Paola também é ativa nas redes sociais, especialmente no Instagram, onde possui mais de 280 mil seguidores. Seu conteúdo nas redes foca em saúde, exercício físico e alimentação, sempre com base em sua experiência profissional e acadêmica. Além disso, ela também compartilha entrevistas, receitas, dicas e reflexões sobre um estilo de vida saudável e equilibrado.
Adicionalmente, Paola é ativa no formato de podcasts, sendo apresentadora do podcast “Paola Machado”, disponível tanto no YouTube quanto no Spotify, onde aprofunda discussões sobre saúde, bem-estar e a influência de hábitos saudáveis no desempenho pessoal e profissional.
Colunas e plataformas:
	•	Coluna na Infomoney
	•	Coluna na Istoé
	•	Coluna no UOL
	•	Kilorias
	•	Podcast IstoÉ Bem-estar no YouTube e Spotify

Vida Pessoal
Paola Machado nasceu em Marília, no interior de São Paulo, no dia 22 de agosto de 1986. Aos 16 anos, mudou-se para Ribeirão Preto para fazer cursinho preparatório, e, em 2005, mudou-se para São Paulo para iniciar sua graduação. Em 2006, foi aprovada na Universidade Federal de São Paulo (UNIFESP), em Santos, onde fez parte da primeira turma de Educação Física e Modalidade em Saúde.
Paola foi casada por 18 anos com o humorista Carioca (Márvio Lúcio dos Santos), com quem tem dois filhos, Nicolas e Lorena. O relacionamento deles tornou-se público devido à relevância de ambos nas mídias. Embora tenha uma vida pública intensa, Paola é dedicada à família e ao bem-estar de seus filhos.
Além de sua vida profissional, Paola é conhecida por seu compromisso com um estilo de vida saudável e disciplinado. Ela gosta de praticar exercícios físicos, seguir uma alimentação equilibrada e compartilhar dicas de saúde com seu público. 